# Peter Kraus
Pour les articles homonymes, voir Kraus.
 (mai 2025).
Si vous disposez d'ouvrages ou d'articles de référence ou si vous connaissez des sites web de qualité traitant du thème abordé ici, merci de compléter l'article en donnant les références utiles à sa vérifiabilité et en les liant à la section « Notes et références ».
Peter Kraus, (de son vrai nom Peter Siegfried Krausnecker), né le 18 mars 1939 à Munich, est un chanteur et acteur allemand-autrichien.

## Biographie
Fils du réalisateur et artiste de cabaret Fred Kraus (de), il passe son enfance entre Munich, Salzbourg et Vienne, où son père a son propre petit théâtre. Il apprend le chant, prend des cours de théâtre et de danse. Il commence sa carrière au milieu des années 1950 dans le film Das fliegende Klassenzimmer.
Le producteur de musique Gerhard Mendelson de Polydor le repère ainsi que Ted Herold. Il lui fait faire son premier concert en octobre 1956 à Munich. En janvier 1957, il sort son premier disque, une adaptation en allemand de Tutti Frutti de Little Richard. Il devient une idole des adolescents. Il publie 36 titres, vend 12 millions de disques. Il est régulièrement présent dans les meilleures ventes jusqu'en 1964 en adaptant d'autres chansons d'origine américaine, notamment par Fini Busch (de).
Peu à peu, il possède son propre style. Sa chanson Sweety est numéro un des ventes en 1962.
Il chante en duo avec Cornelia Froboess, une autre idole, avec laquelle il forme un couple adolescent idéal comme dans les films Wenn die Conny mit dem Peter et Conny und Peter machen Musik (de). En outre, il mène une carrière d'acteur comme dans Les Frénétiques. Peter Kraus joue avec son père dans Melodie und Rhythmus.
Avec Jörg Maria Berg, il forme le duo "James Brothers". Il chante aussi avec Connie Francis, Lill-Babs, Dany Mann (de), les sœurs Kessler, Gus Backus...
Ses tournées l'amènent en France, en Angleterre, en Italie, aux Pays-Bas, en Suède et en Amérique.
Il se fait aussi scénariste et producteur de disques. Il anime sa propre émission Herzlichst, Ihr Peter Kraus où il reçoit des stars étrangères. Il joue également dans des téléfilms musicaux.
En 1986, il retrouve Cornelia Froboess dans le thriller Der Sommer des Samurai (de).
Au début de l'été 2002, il sort un nouveau CD (Ich mach weiter) avec lequel il fait une tournée en Allemagne durant l'automne.
En 2010, il fait partie du jury de l'adaptation allemande de Dancing with the Stars.

## Discographie (albums)
- 1959: Peter Kraus
- 1964: Teenager Party
- 1992: Rock‘n’Roll Schmuse Party
- 2002: Zeitlos
- 2004: Rock ‘n’ Roll Is Back
- 2006: I Love Rock‘n’Roll
- 2007: Vollgas
- 2009: Nimm dir Zeit
- 2012: Für immer in Jeans

## Filmographie
- 1954 : Das fliegende Klassenzimmer
- 1957 : Les Frénétiques
- 1957 : Die Freundin meines Mannes
- 1958 : Congé de mariage (de)
- 1958 : Wenn die Conny mit dem Peter
- 1958 : Der Pauker (de)
- 1959 : Melodie und Rhythmus
- 1959 : Alle lieben Peter (de)
- 1960 : Cambriolage en musique
- 1960 : Conny und Peter machen Musik (de)
- 1960 : Schlagerraketen – Festival der Herzen
- 1961 : Was macht Papa denn in Italien?
- 1961 : Im schwarzen Rößl
- 1962 : So toll wie anno dazumal
- 1962 : Verrückt und zugenäht
- 1963 : Les filles aiment ça !
- 1963 : Liebe im 3/4-Takt (The Waltz King)
- 1964 : Wenn man baden geht auf Teneriffa (de)
- 1964 : Marika, un super show
- 1964 : Happy-End am Wörthersee (de)
- 1969 : Lovemaker
- 1971 : Olympia-Olympia
- 1973 : Paganini (de) (TV)
- 1984 : Les Yeux du désir (de)
- 1986 : Der Sommer des Samurai (de)
- 1987 : Der Madonna-Mann
- 1990 : Die Glückliche Familie
- 1993 : Tierärztin Christine
- 1995 : Liebling, ich muß auf Geschäftsreise (aussi réalisation)
- 1999 : Das Amt (de) (Série TV), Späte Liebe
- 2002 : Die fabelhaften Schwestern
- 2013 : Systemfehler – Wenn Inge tanzt (de)